# Bruno Kirby
Bruno Giovanni Quidaciolu Jr., conocido artísticamente como Bruno Kirby (Ciudad de Nueva York, Nueva York; 28 de abril de 1949 - Los Ángeles, California; 14 de agosto de 2006), fue un actor estadounidense de cine, televisión y teatro conocido principalmente por sus roles secundarios junto a Billy Crystal en When Harry Met Sally... y City Slickers. Hizo una larga carrera como actor secundario tras debutar a los veintidós años y consolidarse a partir de su papel en El padrino II.
Siempre como actor secundario, Kirby no sólo se dedicó a la comedia sino que interpretó papeles dramáticos en películas como Donnie Brasco, Birdy y Good Morning, Vietnam. En televisión actuó como personaje secundario en series populares como Hill Street Blues, Fame y Mad About You.
También actuó en teatro, reemplazando a Kevin Spacey en la obra de Broadway Lost in Yonkers (1991) e interpretando en off-Broadway al escritor Alan Zweibel en Bunny Bunny (1997).

## Carrera
Tras participar en el piloto de MASH y otras series y películas para televisión, Kirby consiguió su primer papel en una gran producción de Hollywood como el joven Peter Clemenza de El Padrino II, en 1974, junto a Al Pacino y Robert De Niro. Tras participar en la película de culto This Is Spinal Tap (1984), desde entonces tendría roles secundarios junto a protagonistas como Matthew Modine (en Birdy), Robin Williams (en Good Morning, Vietnam), Richard Dreyfuss (en Tin Men), Marlon Brando (en The Freshman), Leonardo DiCaprio (en The Basketball Diaries), Johnny Depp (en Donnie Brasco, donde volvió a trabajar con Al Pacino) y Kevin Bacon (en Sleepers).
Pero sus papeles más recordados llegaron antes de Donnie Brasco y Sleepers, en dos producciones en las que interpreta al amigo de Billy Crystal: fue Jess en Cuando Harry conoció a Sally, de 1989, y Ed Furillo en Amigos... siempre amigos (conocida en España como Cowboys de ciudad), de 1991.
Uno de sus últimos trabajos en la pantalla grande fue haciendo la voz de uno de los personajes de la historia infantil Stuart Little.

## Muerte
Kirby falleció el 14 de agosto de 2006 en Los Ángeles, a los 57 años, a causa de una leucemia que le había sido diagnosticada poco tiempo antes.

## Filmografía

### Cine
| Año  | Título                    | Papel                   |
| ---- | ------------------------- | ----------------------- |
| 1971 | The Young Graduates       | Les                     |
| 1973 | The Harrad Experiment     | Harry Schacht           |
| 1973 | Superdad                  | Stanley                 |
| 1973 | Cinderella Liberty        | Alcott                  |
| 1974 | El padrino II             | Peter Clemenza          |
| 1976 | Baby Blue Marine          | Pop Mosley              |
| 1977 | Between the Lines         | David Entwhistle        |
| 1978 | Almost Summer             | Bobby DeVito            |
| 1980 | Where the Buffalo Roam    | Marty Lewis             |
| 1980 | Borderline                | Jimmy Fante             |
| 1981 | Modern Romance            | Jay                     |
| 1982 | Kiss My Grits             | Flash                   |
| 1984 | This is Spinal Tap        | Tommy Pischedda         |
| 1984 | Birdy                     | Renaldi                 |
| 1985 | Flesh+Blood               | Orbec                   |
| 1987 | Tin Men                   | Mouse                   |
| 1987 | Good Morning, Vietnam     | Teniente Steven Hauk    |
| 1989 | Bert Rigby, You're a Fool | Kyle DeForest           |
| 1989 | When Harry Met Sally...   | Jess                    |
| 1989 | We're No Angels           | Diputado                |
| 1990 | The Freshman              | Victor Ray              |
| 1991 | City Slickers             | Ed Furillo              |
| 1992 | Hoffa                     | Sin acreditar           |
| 1993 | Golden Gate               | Agente Ron Pirelli      |
| 1995 | The Basketball Diaries    | Swifty                  |
| 1996 | Sleepers                  | Padre de Shakes         |
| 1997 | Donnie Brasco             | Nicky                   |
| 1999 | A Slipping-Down Life      | Mánager de Kiddie Acres |
| 1999 | History Is Made at Night  | Max Fisher              |
| 1999 | Stuart Little             | Señor Stout             |
| 2001 | One Eyed King             | Mickey                  |
| 2006 | Played                    | Detective Allen         |

### Televisión
| Año       | Título                                           | Papel               | Notas                 |
| --------- | ------------------------------------------------ | ------------------- | --------------------- |
| 1972      | The Super                                        | Anthony Girelli     | 10 episodios          |
| 1972      | MASH                                             | Lorenzo Boone       | Piloto                |
| 1972      | All My Darling Daughters                         | Anthony Stephanelli | Película para TV      |
| 1973      | Emergency!                                       | Ken                 | 1 capítulo            |
| 1969-1973 | Room 222                                         | Herbie Constadine   | 5 capítulos           |
| 1973      | A Summer Without Boys                            | Quincy              | Película para TV      |
| 1974      | Colombo                                          | Cadete Morgan       | 1 capítulo            |
| 1975      | Kojak                                            | Keith Wicks         | 1 capítulo            |
| 1976      | Delvecchio                                       | Sin acreditar       | 1 capítulo            |
| 1977      | The Godfather: A Novel for Television            | Peter Clemenza      | Miniserie, 1 capítulo |
| 1979      | Some Kind of Miracle                             | Frank Smiles        | Película para TV      |
| 1979      | Detective School                                 | Marvin              | 1 capítulo            |
| 1981      | Likely Stories, Vol. 1                           |                     | Película para TV      |
| 1981      | ABC Afterschool Specials                         | Oficial             | 1 capítulo            |
| 1982      | Million Dollar Infield                           | Lou Buonomato       | Película para TV      |
| 1982      | Fame                                             | Marty Shwartz       | 1 capítulo            |
| 1983      | Hill Street Blues                                | Louis               | 1 capítulo            |
| 1984      | Buchanan High                                    |                     |                       |
| 1988      | Frank Nitti: The Enforcer                        |                     | Película para TV      |
| 1989-1990 | It's Garry Shandling's Show                      | Brad Brillnick      | 8 capítulos           |
| 1990      | Tales from the Crypt                             | Billy Paloma        | 1 capítulo            |
| 1992      | Mastergate (película de televisión)              | Abel Lamb           | Película para TV      |
| 1993      | Fallen Angels                                    | Tony Reseck         | 1 capítulo            |
| 1993      | Frasier                                          | Marco               | 1 capítulo            |
| 1995      | Homicide: Life on the Street                     | Victor Helms        | 1 capítulo            |
| 1995      | The Show Formerly Known as the Martin Short Show | Mánager             | Película para TV      |
| 1996      | Mad About You                                    | Virgil              | 1 capítulo            |
| 1993-1998 | The Larry Sanders Show                           | Bruno Kirby         | 5 capítulos           |
| 1999      | Happily Ever After: Fairy Tales for Every Child  | The Great One       | 1 capítulo            |
| 2000      | American Tragedy                                 | Barry Scheck        | Película para TV      |
| 2004      | Helter Skelter                                   | Vincent Bugliosi    | Película para TV      |
| 2004      | The Jury                                         | Carmen Pintozzi     | 1 capítulo            |
| 2006      | Entourage                                        | Phil Rubenstein     | 1 capítulo            |

### Teatro
| Año  | Título          | Papel        |
| ---- | --------------- | ------------ |
| 1991 | Lost in Yonkers | Louie        |
| 1997 | Bunny Bunny     | Alan Zweibel |